# Municipio de Agnes City
El municipio de Agnes City (en inglés: Agnes City Township) está ubicado en el condado de Lyon, en el estado de Kansas (Estados Unidos).

## Geografía
El municipio de Agnes City se encuentra ubicado en las coordenadas 38°40′40″N 96°14′30″O / 38.67778, -96.24167. Según la Oficina del Censo de los Estados Unidos, en 2010 tenía una superficie total de 279,28 km², de la cual 277,49 (99,36%) correspondían a tierra firme y 1,78 (0,64%) a agua.

## Demografía
Según el censo de 2010, el municipio de Agnes City estaba habitado por 430 personas y su densidad de población era de 1,54 hab/km². Según su raza, el 96,74% de los habitantes eran blancos, el 0,47% negros o afroamericanos, el 0,23% amerindios o nativos de Alaska, el 0,23% asiáticos, y el 0,93% de otras razas. Además, el 1,4% pertenecían a dos o más razas y, del total de la población, el 3,72% eran hispanos o latinos de cualquier raza.